# Draw My Life
Draw My Life (em português: Desenhe Minha Vida) é um meme de internet, que começou em 2013, baseado num vídeo publicado no YouTube sobre o personagem Sam Pepper.
Inspirados neste video, outras personalidades populares no YouTube começaram a publicar suas histórias em vídeos no estilo Draw My Life, alguns dos quais foram destaques nas mais populares publicações de notícias da Web.
Os vídeos são produzidos a partir de método de animação disseminado pela organização Cognitive Media do Reino Unido. Consiste em vídeo feito, com a edição acelerada, de uma filmagem onde uma mão desenha em um quadro branco enquanto a história é narrada, facilitando aos espectadores entenderem melhor a mensagem.
Vídeos no estilo Draw My Life também foram produzidos para personagens de ficção como o Harry Potter.